# Epinotia nanana
Epinotia nanana là một loài bướm đêm thuộc họ Tortricidae. Loài này có ở miền bắc và central châu Âu to Nga và Mông Cổ. Nó cũng có mặt ở Bắc Mỹ.
Sải cánh dài 9–11 mm. Con trưởng thành bay từ tháng 6 đến tháng 8.
Ấu trùng ăn Picea abies, Picea excelsa, Picea pungens và Picea sitchensis. They mine the needles of the host plant.